# Villaguay
Villaguay è una città dell'Argentina situata nella provincia di Entre Ríos. Ha circa 48 000 abitanti (censimento del 2010), ed è il capoluogo del dipartimento omonimo.

## Storia
L'insediamento è stato creato nel 1790 dagli spagnoli, l'origine della città risale al periodo in cui il governatore della provincia Lucio Mansilla Norberto autorizzò ad acquistare un terreno per la costruzione della cappella. Da questo primo insediamento ha cominciato a prendere forma la città, che in quel periodo prende il nome di "25 di Mayo".
Nel 1833 venne creato il Comando di Villaguay e nel 1835 venne inaugurata la cappella di Santa Rosa de Villaguay.
Fino al 1873 la città è stata amministrata da comandanti militari, poi con una legge 1º gennaio del 1873 venne istituito il Comune di Villaguay, avendo come suo primo intendente Vicente Vilches.
Dal 1857 si formarono in Argentina numerose colonie di europei tra cui anche fiamminghi ed ebrei provenienti dal Belgio.
Nel 1882 nacque nei pressi di Villaguay una colonia belga fondata da 50 famiglie provenienti da Anversa e Oudenaarde guidate da Eugeen Schepens. Agli agricoltori belgi venivano dati 32 ettari di terreno a prezzi accessibili. Fino al 1939, 25 000 belgi emigrarono in Argentina. Oggi a Villaguay metà degli abitanti hanno origini belghe. Accanto a questi ci furono insediamenti di italiani, francesi, spagnoli e tedeschi

## Economia
Si produce grano, mais, lino, riso e semi di girasole e si allevano bovini.